# 大宝積経
大宝積経（だいほうしゃくきょう、梵: Mahāratnakūṭa Sūtra, マハーラトナクータ・スートラ）、または単に『宝積経』（ほうしゃくきょう、梵: Ratnakūṭa Sūtra, ラトナクータ・スートラ）は、大乗仏教の経の1つ、120巻。各種の経典49部（それぞれを「会」と称する）を集めたものである。西域僧である竺法護によって編纂・翻訳され、唐代の713年に菩提流志（ぼだいるし）が再翻訳し完成させた。
原題は、「マハー」（mahā）が「大」、「ラトナ」（ratna）が「宝」、「クータ」（kūṭa）が「集積・蓄積」、「スートラ」（sūtra）が「経」、総じて「宝を集積した大きな経」の意。
中国仏教においては、『般若経』・『華厳経』・『涅槃経』・『大集経』と共に、大乗仏教五部経の1つに数えられ、大蔵経の構成にも影響を与えている。大正新脩大蔵経310番（第11巻・宝積部）。
また、チベット仏教にも輸入され、チベット大蔵経のカンギュル（律・経蔵）においても、『般若経』・『華厳経』と並んで、大乗仏教顕教経典の一角を占めている。

## 構成
各会の名は以下のとおり。『無量寿経』・『勝鬘経』など、単行の経典として別に翻訳されているものも多い。大蔵経ではこれらの異訳の大部分が宝積部に収められている。
1. 三律儀会
2. 無辺荘厳会
3. 密跡金剛力士会
4. 浄居天子会
5. 無量寿如来会（『無量寿経』に相当）
6. 不動如来会（『阿閦仏国経』に相当）
7. 被甲荘厳会
8. 法界体性無分別会
9. 大乗十法界
10. 文殊師利普門会
11. 出現光明会
12. 菩薩蔵会
13. 仏為阿難説処胎会
14. 仏説入胎蔵会
15. 文殊師利授記会
16. 菩薩見実会
17. 富楼那会
18. 護国菩薩会
19. 郁伽長者会
20. 無尽伏蔵会
21. 授幻師跋陀羅記会
22. 大神変会
23. 摩訶迦葉会
24. 優波離会
25. 発勝志楽会
26. 善臂菩薩会
27. 善順菩薩会
28. 勤授長者会
29. 優陀延王会
30. 妙慧童女会
31. 恒河上優婆夷会
32. 無畏徳菩薩会
33. 無垢施菩薩応弁会
34. 功徳宝花敷菩薩会
35. 善徳天子会
36. 善住意天子会
37. 阿闍世王子会
38. 大乗方便会
39. 賢護長者会
40. 浄信童女会
41. 弥勒菩薩問八法会
42. 弥勒菩薩所問会
43. 普明菩薩会
44. 宝梁聚会
45. 無尽慧菩薩会
46. 文殊師利説般若会（『大般若波羅蜜多経』の曼殊室利分に相当）
47. 宝髻菩薩会（『大集経』の宝髻菩薩品に相当）
48. 勝鬘夫人会（『勝鬘経』に相当）
49. 広博仙人会